# Doris Lessingová
Doris Lessingová (22. října 1919 Kermánšáh, Írán – 17. listopadu 2013) byla britská spisovatelka, známá především pro své romány Tráva zpívá (The Grass is Singing) a The Golden Notebook (Zlatý zápisník, česky nevyšlo).
V roce 2007 získala Nobelovu cenu za literaturu za „epiku ženské zkušenosti, která se skepticismem, zápalem a vizionářskou silou podrobuje zkoumání rozdělený svět“ (citace ze zdůvodnění Švédské akademie). Doris Lessingová je nejstarším člověkem, který cenu za literaturu získal, a v pořadí jedenáctou ženou, která získala Nobelovu cenu za literaturu ve stošestileté historii jejího udělování.

## Životopis
Narodila se v roce 1919 kapitánovi Alfredu Taylerovi a Emily Maude Taylerové (rozené McVeagh), britským občanům žijícím v perském městě Kermanshah. Alfred Tayler přišel v první světové válce o nohu a svou budoucí ženu potkal v Královské nemocnici, kde pracovala jako ošetřovatelka. Do perského města Kermanshah se svou rodinou odešel kvůli pracovnímu místu úředníka v bance (Imperial Bank of Persia). Rodina se roku 1925 přestěhovala do Jižní Rhodesie (nyní Zimbabwe) na kukuřičnou farmu o velikosti asi tisíci akrů, kterou rodina zakoupila. Matka Doris se snažila držet edwardiánského životního stylu, což by nebyl problém, pokud by měli dostatek peněz. Ty ale Taylerovi neměli, protože farma nevynášela podle očekávání.
Doris Lessingová studovala na Dominican Convent High School, dívčí římskokatolické škole v Harare (tehdejším Salisbury). Školu opustila ve čtrnácti letech, dále se vzdělávala jako samouk. V patnácti letech opustila domov a pracovala jako vychovatelka. Bylo to zhruba v této době, kdy začala číst knihy o sociologii a politice, které jí dával její zaměstnavatel. V té době také začala psát.
V roce 1937 začala pracovat v Harare (Salisbury) jako telefonní operátorka a brzy se provdala za Franka Wisdoma, svého prvního manžela, s nímž měla dvě děti. Rozvedla se v roce 1943. Poté se zapsala do komunistické organizace Levicový čtenářský klub Left Book Club, kde se seznámila s Gottfriedem Lessingem, svým druhým manželem. Vzali se krátce po svém připojení ke skupině a měli spolu dítě, manželství ale opět skončilo rozvodem v roce 1949. Gottfried Lessing se stal východoněmeckým velvyslancem v Ugandě, ale byl zavražděn v roce 1979 při povstání proti Idi Aminovi.

## Literární kariéra
Kvůli své kampani proti jaderným zbraním a jihoafrickému apartheidu byl Lessingové na mnoho let zakázán vstup do země a do Rhodesie. Lessingová se vrátila do Londýna se svým nejmladším synem v roce 1949 a vydala svou první knihu, Tráva zpívá (The Grass Is Singing). Svou druhou, velmi úspěšnou knihu The Golden Notebook vydala v roce 1962.
V roce 1984 se pokusila vydat dva romány pod pseudonymem Jane Somersová, aby tak demonstrovala, jak obtížné je pro začínající spisovatele proniknout na trh. Její britský vydavatel je nepřijal, ale vydala je u jiného anglického vydavatele Michaela Josepha, a ve Spojených státech u Alfreda A. Knopfa.
Odmítla damehood, ale na konci roku 1999 přijala řád „Companion of Honour“ za eminentní službu národu. Královskou literární společností byla uznána za „Companion of Literature“.
 11. října 2007 byla Doris Lessingová prohlášena vítězkou Nobelovy ceny za literaturu. V 87 letech se stala nejstarší osobností, která získala cenu za literaturu, a třetí nejstarší ze všech, kteří získali Nobelovu cenu. Také je jednou z pouhých jedenácti žen, které byly Švédskou akademií oceněny v celé historii udílení Nobelových cen. Novinářům sdělila: „Vyhrála jsem všechny evropské ceny, všechny do jedné, takže jsem ráda, že se mi to podařilo. Je to královská síla.“ Cena činila 765000 liber (1,6 milionů dolarů).
Roku 2015 vyšlo najevo, že britská tajná služba autorku od počátku 40. let až do roku 1962 sledovala. Monitorovala její styky, korespondenci i telefonní hovory. Důvodem sledování Lessingové bylo především její krajní levicové smýšlení.

## Literární dílo
Prózy Doris Lessingové zpracovávají témata autobiografická i sociální a politické zápasy. Psala i psychologické thrillery a science fiction. Doris Lessingová je autorka, která s ženskou zkušeností zkoumá rozdělenou civilizaci se skepticismem, zápalem a vizionářskou silou.
Její próza se běžně dělí na tři různá období: období komunismu (1944–1956), kdy radikálně psala o sociálních otázkách (k tomuto tématu se vrátila ve své knize The Good Terrorist (1985)), období psychologické (1956–1969) a období súfismu (vnitřní a mystická části islámu), kde v sérii Canopus uplatnila sufistické myšlenky v science fiction. Tuto sci-fi sérii pokládá za svoje nejvýznamnější dílo.
Její obrat k science fiction však kritiky většinou příliš nenadchl. Například v The New York Times v roce 1982 o její knize The Making of the Representative for Planet 8 John Leonard napsal: „Jedním z mnoha významných hříchů dvacátého století je, že odradilo paní Lessingovou… Nyní je její propaganda v zájmu naší bezvýznamnosti situována ve vesmírném razzmatazzu.“ Lessingová na to reagovala slovy: „Co si neuvědomili je, že v science fiction se objevují jedny z nejlepších společenských románů naší doby. Obdivuji také klasickou science fiction jako je Hudba krve od Grega Beara. Bear je skvělý spisovatel.“
Na rozdíl od některých autorů známých především díky své hlavní tvorbě, se D. Lessingová nikdy nebála uznat, že píše science fiction. Vystupovala jako čestný host na Worldconu, její projev byl velmi dobře přijat. Svůj sci-fi román Memoirs of a Survivor popsala jako pokus o autobiografii.
Její román The Golden Notebook je některými odborníky považován za feministickou klasiku, ale rozhodně ne samotnou autorkou, která později podotkla, že téma duševních kolapsů jako prostředku k uzdravení a osvobození se od iluzí, bylo kritiky přehlédnuto. Také ji zklamalo, že kritici nedocenili výjimečnou strukturu tohoto románu. Jak sama autorka vysvětluje, v románu Walking in the Shade je Molly do určité míry postava vytvořená podle její velmi dobré přítelkyně Joan Rodker, dcery spisovatele a vydavatele Johna Rodkera.
Lessingové se nelíbí, že ji zaškatulkovali jako feministickou spisovatelku. Na otázku proč, odpověděla: „To co ode mne feministky potřebují, je něco, co nezkoušeli, protože to pochází z náboženství. Chtějí abych svědčila. Skutečně by chtěly, abych řekla: Jistě sestry, stojím bok po boku s Vámi v boji za zlatavý rozbřesk, kde již nikdy nebudou žádní suroví muži. Skutečně chtějí, aby lidé dělali velmi zjednodušené prohlášení o mužích a ženách? Vlastně ano. K tomuto závěru jsem došla s velkým zarmoucením.“ – The New York Times, 25. července 1982
Za své nejdůležitější dílo považuje sci-fi sérii Canopus in Argos. Tyto knihy ukazují z mnoha perspektiv pokusy vyspělé společnosti o násilnou evoluci. Série Canopus je částečně založena na konceptu súfismu, se kterým ji seznámil Indries Shah. Dřívější práce o „vnitřním světě“ jako Briefing for a Descent into Hell a Memoirs of a Survivor jsou s tímto tématem také úzce spojeny.

## Archiv
Největší archiv její literatury se nachází v Harry Ransom Humanities Research Center na Texaské univerzitě v Austinu. Je zde uloženo 45 archivářských složek jejích materiálů. Složky obsahují téměř všechny její rukopisy až do roku 1999. Původní materiály pro její první knihy jsou považovány za ztracené, protože Lessingová si je nenechávala. McFarlinova knihovna na Univerzitě v Tulse vlastní menší sbírku.

## Ocenění
- Somerset Maugham Award (1954)
- Prix Médicis étranger (1976)
- Rakouská státní cena za evropskou literaturu (Austrian State Prize for European Literature) (1981)
- Shakespeare-Preis der Alfred Toepfer Stiftung F. V. S., Hamburg (1982)
- W. H. Smith Literary Award (1986)
- Palermo Prize (1987)
- Premio Internazionale Mondello (1987)
- Premio Grinzane Cavour (1989)
- James Tait Black Memorial Prize for biography (1995)
- Los Angeles Times Book Prize (1995)
- Premi Internacional Catalunya (1999)
- Order of the Companions of Honour (1999)
- Companion of Literature of the Royal Society of Literature (2000)
- Cena Davida Cohena (2001)
- Cena prince Asturského (Premios Príncipe de Asturias) (2001)
- S. T. Dupont Golden PEN Award (2002)
- Nobelova cena za literaturu (2007)

## Další užití díla

### Přeloženo do češtiny
V češtině z jejího poměrně rozsáhlého díla vyšlo pouze pět knih (uvedena pouze první vydání každého překladu):
- Africké povídky (z originálních sbírek This Was the Old Chief's Country a The Habit of Loving přeložil Petr Pujman, vydalo nakladatelství SNKLU v roce 1961)
- Mraveniště  česky 1961, šest povídek, africká realita se setkává s poválečným evropským Západem (v originále ve sbírkách Five Short Tales a The Habit of Loving, přeložily Olga Fialová, Wanda Zámecká a Zora Wolfová, vydalo nakladatelství Mladá fronta v roce 1961)
- Muž a dvě ženy 1963, česky 1970, deset povídek o ženských pocitech, touhách, prožitcích, konfliktech a rolích (v originále A Man and Two Women, vybrala a přeložila Zora Wolfová, vydalo nakladatelství Mladá fronta v roce 1970)[5]
- Hra s tygrem: Hra o 3 dějstvích (v originále Play with a Tiger, přeložil Jiří Mucha, vydalo nakladatelství Dilia v roce 1966)
- Tráva zpívá (v originále The Grass is Singing, přeložila Soňa Nová, vydalo nakladatelství Práce v roce 1974)
- Puklina (v originále The Cleft, přeložil Petr Pálenský, vydalo nakladatelství Jota v roce 2008)

### Zfilmováno
- Tráva zpívá – 1981, švédský filmový přepis se točil v Zambii
- Memoirs of a Surivor – 1981, britský film
- Muž a dvě ženy – 1981, francouzský film